# Lophozozymus glaber
Lophozozymus glaber is een krabbensoort uit de familie van de Xanthidae. De wetenschappelijke naam van de soort werd in 1843 voor het eerst geldig gepubliceerd door Arnold Edward Ortmann.